# Erik Dwi Ermawansyah
Erik Dwi Ermawansyah (19 de abril de 1996-25 de enero de 2019) fue un futbolista profesional indonesio que fue delantero del club PSIS Semarang de la Liga 1. Jugó principalmente como delantero pero también operó como defensor.

## Carrera

### Persebaya Surabaya
Erik era un jugador de Persebaya Surabaya júnior con Evan Dimas, y Erik fue ascendido al equipo sénior de Persebaya Surabaya.

### PSIS Semarang
En 2017, Erik se unió a PSIS Semarang para jugar en la Liga 2 en 2017. Según el Gerente General de PSIS, Wahyu Winarto, Erik fue contratado para fortalecer la defensa.  Erik se habría unido a Persiba Balikpapan, pero finalmente se canceló el préstamo cuando la gerencia de Persiba Balikpapan recibió la noticia de que Erik no tenía un contrato con Madura United.